# Lathrolestes ochraceus
Lathrolestes ochraceus là một loài tò vò trong họ Ichneumonidae.